# Аморгос
Аморгос (грец. Αμοργός) — найсхідніший острів з Кікладських островів. Знаходиться ближче за всіх з Кікладів до Астипалії і інших островів Додеканеса. Площа — 134 км². Довжина берегової лінії — 112 км. Адміністративний центр — місто Аморгос.

## Історія
Як вказують знахідки ранньокікладського періоду, Аморгос був заселений людьми вже в доісторичні часи. Засвідчено перебування на острові вихідців з Мінойського Криту. На вершині горба в Катаполах виявлені руїни стародавньої Міної, яка нібито була літньою резиденцією царя Міноса. На острові є ще два античні міста — Аркесина і Егиала.
У історичні часи Аморгос знаходився під владицтвом афінян. Потім він належав Птолемеям, а після них — римлянам. Після ряду інших завойовників островом заволодів в 1209 році венецієць Мазко Санудо, що включив його до складу Герцогства Наксоського. Через три століття Аморгос був захоплений турками, а в 1832 році був звільнений і возз'єднався з Грецією.
Одним з найгірших періодів для острова був період Другої світової війни, коли острів був повністю ізольований і багато місцевих жителів померли з голоду.